# Дуран (город)
Дуран — город в одноимённом кантоне провинции Гуаяс (Эквадор). Город находится всего в 10 км от крупнейшего бизнес-центра Эквадора, города Гуаякиль и по сути Дуран является его предместьем. Ежедневно тысячи людей из Дурана ездят на работу в Гуаякиль и обратно. Население Дурана составляло на 2010 год примерно 235 769 человек. Дуран и Гуаякиль соединяются мостом с 8-полосным движением. Общая площадь Дурана 59 км². Мэром города является Алехандра Арсе Плуас с 2014 года.

## История
Деревня Дуран появилась в 1902 году на восточном берегу реки Гуаяс. Здесь была построена железнодорожная станция, с которой ходили поезда до Кито, столицы Эквадора, однако в 1990-х центральные мосты, по которым ходили поезда, были разрушены из-за стихийного бедствия. В 1960 годах Дуран и Гуаякиль были соединены Мостом национального единства. Puente Rafael Mendoza Avilés. Кантон Дуран образовался в 1995 году. кроме деревни, в него также входит охраняемое водно-болотное угодье, остров Сантай.